# Det hände i morgon
Det hände i morgon (engelska: It Happened Tomorrow) är en amerikansk långfilm från 1944 i regi av René Clair, med Dick Powell, Linda Darnell, Jack Oakie och Edgar Kennedy i rollerna.

## Handling
Tidningsreportern Larry Stevens (Dick Powell) har skrivit färdigt sin sista dödsruna och är nu redo att tackla riktiga nyheter. En av tidningens anställda är den äldre gubben Pop Benson (John Philliber). Efter en filosofisk diskussion om vad som är nyheter uttrycker Larry att han skulle göra allt för att få se morgondagens nyheter redan idag. När Pop Benson ger Larry precis vad han vill ha misstror han det hela, men han blir snabbt övertygad. Han blir kär i Sylvia Smith (Linda Darnell) som medverkar som medium i sin farbror Oscar Smiths (Jack Oakie) föreställningar. Paret får gemensamma äventyr när de utforskar dagens nyheter, men Sylvia tror aldrig på Larrys svammel om magiska tidningar. Polisen är däremot väldigt intresserade efter att Larry är väldigt lägligt på plats vid ett väpnat rån.

## Rollista
| Dick Powell      | – Lawrence 'Larry' Stevens     |
| Linda Darnell    | – Sylvia Smith/Sylvia Stevens  |
| Jack Oakie       | – Farbror Oscar Smith/Cigolini |
| Edgar Kennedy    | – Kommissarie Mulrooney        |
| John Philliber   | – Pop Benson                   |
| Edward Brophy    | – Jake Shomberg                |
| George Cleveland | – Mr. Gordon                   |
| Sig Ruman        | – Mr. Beckstein                |
| Paul Guilfoyle   | – Shep                         |
| George Chandler  | – Bob                          |

## Produktion
Filmens nämner ett flertal personer som medverkande för filmens manus även om de inte var med och skrev det; Lord Dunsany för en pjäs, Hugh Wedlock Jr för historien, Howard Snyder för en bok och Lewis R. Foster för idéer. Orsaken till detta var Hollywoods vilja att undvika stämningar. Frank Capra hade i början av 1940-talet köpt rättigheterna till manuset från två manusförfattare. Under efterforskningarna fann man att samma idé använts tidigare bland annat av en pjäs av Lord Dunsany. Capra sålde sedan manuset till Arnold Pressburger som lät René Clair ta över projektet. Clair och Dudley Nichols skrev då om hela manuset, men alla tidigare inblandade personer nämndes som medverkande.
Clair hade velat se Cary Grant i huvudrollen, men rollen som Larry Stevens gick till Dick Powell, som bara några månader senare skulle bryta med sina vanliga roller i musikaler och komedier och spela huvudrollen i film noir-filmen Mord, min älskling!.

## Mottagande
Det hände i morgon blev väl mottagen av kritiker och av biopubliken. De amerikanska kritikerna ansåg att filmen var bra, men att den inte riktigt nådde upp till Clairs franska filmer. De franska kritikerna var däremot mer positiva och ansåg att den var i samma klass som hans tidigare verk.

## Utmärkelser
Oscar
- Nominerad: Bästa musik för ett drama eller en komedi
- Nominerad: Bästa ljud, inspelat (Jack Whitney)